# Michoacan-kindpåsråtta
Michoacan-kindpåsråtta (Zygogeomys trichopus) är en däggdjursart som beskrevs av Clinton Hart Merriam 1895. Zygogeomys trichopus är ensam art i släktet Zygogeomys som ingår i familjen kindpåsråttor. Inga underarter finns listade.

## Utseende
Denna kindpåsråtta blir 20 till 25 cm lång (huvud och bål) och därtill kommer en 9 till 12 cm lång svans. Pälsen har på ovansidan en mörkgrå till brun färg. Kännetecknande är en vit fläck på bakkroppen och två rännor i varje övre framtand. Svansen är nästan helt naken.

## Utbredning och habitat
Michoacan-kindpåsråttan förekommer bara i ett mindre område i västra Mexiko. Arten vistas där i bergstrakter som ligger högre än 2200 meter över havet. Regionen är täckt av barrskog med några lövträd.

## Ekologi
Individerna bygger underjordiska tunnelsystem med flera kamrar. Största delen av boet ligger två meter under markytan. I motsats till andra kindpåsråttor gräver de inte i jorden nära markytan för att komma åt födan. De vandrar däremot på markytan. Födan utgörs av olika växtdelar.
Annars är inget känt om levnadssättet.

## Status och hot
Arten hotas av skogsavverkningar och etablering av jordbruksmark. Den får även nya konkurrenter då arter från släktet Cratogeomys, som vanligen lever i lägre regioner, flyttar till bergstrakterna på grund av habitatförstörelse i sina ursprungliga levnadsområden. IUCN listar Michoacan-kindpåsråttan som starkt hotad (EN).